# Giorgio Mariuzzo
Giorgio Mariuzzo (Venezia, 7 luglio 1939 – Roma, 16 gennaio 2023) è stato uno sceneggiatore e regista italiano.

## Biografia
Collaborò a lungo con Giorgio Capitani, per il quale scrisse fiction televisive come E non se ne vogliono andare!, Un figlio a metà e Mio figlio ha 70 anni. Per Lucio Fulci sceneggiò cult movie come ...e tu vivrai nel terrore! - L'aldilà (1981) e Quella villa accanto al cimitero (1981).

## Filmografia

### Sceneggiatore

#### Televisione
- Un uomo da ridere, regia di Lucio Fulci – miniserie TV (1980)
- Cena per lui – film TV (1981)
- Andy si nasce – film TV (1981)
- Doppio misto, regia di Sergio Martino – film TV (1985)
- Ferragosto OK, regia di Sergio Martino – miniserie TV (1986)
- La famiglia Brandacci, regia di Sergio Martino – miniserie TV (1987)
- E non se ne vogliono andare!, regia di Giorgio Capitani – miniserie TV (1988)
- Diciottanni - Versilia 1966 – serie TV (1988)
- Una casa a Roma, regia di Bruno Cortini – miniserie TV (1989)
- E se poi se ne vanno?, regia di Giorgio Capitani – miniserie TV (1989)
- Festa di Capodanno, regia di Piero Schivazappa – miniserie TV (1988)
- Doris una diva del regime, regia di Alfredo Giannetti – miniserie TV (1991)
- Un figlio a metà, regia di Giorgio Capitani – miniserie TV (1992)
- Un cane sciolto 3, regia di Giorgio Capitani – miniserie TV (1993)
- Italian Restaurant – serie TV (1994)
- Un figlio a metà - Un anno dopo, regia di Giorgio Capitani – miniserie TV (1994)
- Natale con papà, regia di Giorgio Capitani – miniserie TV (1995)
- Un prete tra noi – serie TV (1997)
- In fondo al cuore, regia di Luigi Perelli – miniserie TV (1997)
- Linda e il brigadiere – serie TV (1997)
- Trenta righe per un delitto, regia di Lodovico Gasparini – miniserie TV (1998)
- Cronaca nera, regia di Gianluigi Calderone e Ugo Fabrizio Giordani – miniserie TV (1998)
- Il mastino – serie TV (1998)
- Commesse – serie TV (1999)
- Mio figlio ha 70 anni, regia di Giorgio Capitani – miniserie TV (2000)
- Qualcuno da amare, regia di Giuliana Gamba – miniserie TV (2000)
- La memoria e il perdono, regia di Giorgio Capitani – miniserie TV (2001)
- Mai storie d'amore in cucina, regia di Giorgio Capitani – miniserie TV (2004)
- Enrico Mattei - L'uomo che guardava al futuro, regia di Giorgio Capitani – miniserie TV (2009)
- Preferisco il paradiso, regia di Giacomo Campiotti – miniserie TV (2010)
- Il restauratore – serie TV (2012)

#### Cinema
- Interrabang, regia di Giuliano Biagetti (1969)
- Decameroticus, regia di Giuliano Biagetti (1972)
- La novizia, regia di Giuliano Biagetti (1975)
- La dottoressa sotto il lenzuolo, regia di Gianni Martucci (1976)
- Tre sotto il lenzuolo, regia di Domenico Paolella e Michele Massimo Tarantini (1979)
- L'insegnante al mare con tutta la classe, regia di Michele Massimo Tarantini (1980)
- La moglie in vacanza... l'amante in città, regia di Sergio Martino (1980)
- Luca il contrabbandiere, regia di Lucio Fulci (1980)
- La moglie in bianco... l'amante al pepe, regia di Michele Massimo Tarantini (1981)
- Quella villa accanto al cimitero,regia di Lucio Fulci (1981)
- ...e tu vivrai nel terrore! - L'aldilà, regia di Lucio Fulci (1981)
- Mia moglie torna a scuola, regia di Giuliano Carnimeo (1981)
- Pierino medico della S.A.U.B., regia di Giuliano Carnimeo (1981)
- I carabbimatti, regia di Giuliano Carnimeo (1981)
- Crema, cioccolata e... paprika, regia di Michele Massimo Tarantini (1981)
- Cicciabomba, regia di Umberto Lenzi (1982)
- Zero in condotta, regia di Giuliano Carnimeo (1983)
- Aenigma, regia di Lucio Fulci (1987)

### Regista

#### Cinema
- Quelli belli... siamo noi (1970)
- Mondo porno oggi – documentario (1976)
- Una donna chiamata Apache (1976)
- Orazi e Curiazi 3 - 2 (1977)

## Teatro

### Traduzione e adattamento teatrale
- Io e Annie, da Woody Allen. Compagnia Antonio Salines (2000)
- Pallottole su Broadway, da Woody Allen. Compagnia Pambieri-Tanzi (2002)
- Harry, ti presento Sally..., da Nora Ephron, con Marina Massironi, Giampiero Ingrassia (2006)
- Stregata dalla luna, da John Patrick Shanley, con Sandra Collodel, Pino Quartullo (2006)
- Sesso e gelosia, di Marc Camoletti. Compagnia Carlo Alighiero (2006)
- Romantic comedy, di Bernard Slade, con Marco Columbro e Mariangela D'Abbraccio (2009)
- Il grande capo, da Lars von Trier (2010)
- La dea dell'amore, da Woody Allen. Compagnia Antonello Avallone (2012)
- Non si uccidono così anche i cavalli?, da Horace McCoy. Compagnia Teatro 2 Parma (2012)
- Mariti e mogli, da Woody Allen con Monica Guerritore e Francesca Reggiani (2017)